# Broncho Billy’s Christmas Deed
Broncho Billy’s Christmas Deed (deutsch: Broncho Billys Weihnachtsgabe) ist ein verschollener US-amerikanischer Stummfilm-Western und Weihnachtsfilm des Regisseurs Gilbert M. Anderson aus dem Jahr 1913. Anderson spielt auch die Hauptrolle des Broncho Billy.

## Handlung
Ein verarmter Vater möchte seinem kleinen Kind ein schönes Weihnachtsfest bieten, wie es jedes Kind verdient. Er begeht einen Einbruch und die Familie kann ein fröhliches Weihnachtsfest feiern. Doch der Vater wird verhaftet. Broncho Billy, der Sheriff der Stadt, schickt dem bestohlenen Geschäftsmann einen Scheck, um seinen Schaden zu ersetzen. Anschließend lässt er den Einbrecher gehen, damit dieser mit seiner Familie den Rest des Weihnachtsfests verbringen kann.

## Hintergrund
Broncho Billy’s Christmas Deed wurde in Niles (heute Fremont, Kalifornien) aufgenommen. Der Film ist eine Produktion der Essanay Film Manufacturing Company und kam am 20. Dezember 1913 in die Kinos.